# Julia Schulz-Dornburg
Julia Schulz-Dornburg (Múnic, 1962) és una arquitecta alemanya establerta a Barcelona. Arquitecta des de 1990 per la Architectural Association de Londres. Té el seu propi despatx professional a Barcelona des de 1993 i ha rebut el Premi de Ciutat de Barcelona, el Premi Triennal d'Arquitectura del Maresme i dos Premis FAD d'Espais Efímers. Com arquitecte ha treballat principalment en museografia, exposicions, habitatges i muntatges efímers. És autora de Arte y Arquitectura: nuevas afinidades (2000) i Ruinas modernas, una topografía de lucro (Àmbit, 2012)